# Dissonus ruvetti
Dissonus ruvetti is een eenoogkreeftjessoort uit de familie van de Dissonidae. De wetenschappelijke naam van de soort is voor het eerst geldig gepubliceerd in 1956 door Nuñes-Ruivo & Fourmanoir.